# Sang fàcil
Sang fàcil (títol original en anglès: Blood Simple) és una pel·lícula independent neo-noir policíaca estatunidenca del 1984 escrita, editada, produïda i dirigida per Joel i Ethan Coen, i protagonitzada per John Getz, Frances McDormand, Dan Hedaya i M. Emmet Walsh. La història narra la vida d'un cambrer de Texas embolicat en un complicat complot d'assassinat. Tot es desencadena quan el seu cap descobreix la relació amorosa entre el cambrer i la seva dona, i decideix contractar un detectiu privat per eliminar-los. No obstant això, l'investigador té objectius personals que s'interposen en els plans del cap. Va ser el debut com a director dels Coen i la primera gran pel·lícula del director de fotografia Barry Sonnenfeld, que més tard es va convertir en director, així com el debut al llargmetratge de McDormand. Aquesta pel·lícula ha estat doblada al català.
El títol de la pel·lícula deriva de la novel·la de Dashiell Hammett Red Harvest (1929), en què el terme "sang simple" descriu la mentalitat estranya i temible de les persones després d'una immersió prolongada en situacions violentes. Estilísticament, la pel·lícula s'ha destacat per la seva barreja d'elements de neo-noir, històries de crims pulp i pel·lícules de terror de baix pressupost. L'any 2001 es va estrenar una versió del director, el mateix any que va ocupar el lloc número 98 de les pel·lícules més emocionants del cinema americà.

## Argument
Texas, una dona, el seu amant, el seu marit gelós i un detectiu privat podrit. Per interès, uns i els altres es trobaran ficats en una espiral infernal. Descobriran de camí que un homicidi és una empresa molt llarga i molt difícil de portar. Tots els ingredients de la pel·lícula negra són vistos amb virtuositat i ironia en aquesta primera pel·lícula dels germans Coen.

## Repartiment
- John Getz: Ray
- Frances McDormand: Abby
- Dan Hedaya: Julian Marty
- M. Emmet Walsh: Loren
- Holly Hunter: Helene Trend (veu, no surt als crèdits)
- Barry Sonnenfeld: Marty's Vomiting (veu, no surt als crèdits)

## Producció

### Desenvolupament
Després d'escriure el guió, els germans Coen, cap dels quals no tenia experiència prèvia en la realització de pel·lícules, van rodar un tràiler anticipat de la pel·lícula, que mostrava "un home arrossegant una pala al costat d'un cotxe aturat al mig de la carretera, de tornada cap a un altre home que anava a matar" i "un tret de forats d'armes a contrallum en una paret". El tràiler presentava l'actor Bruce Campbell, interpretant el paper de Julian Marty, i va ser rodat per l'acabat de graduar de l'escola de cinema Barry Sonnenfeld.
Després de completar el tràiler, els Coen van començar a exhibir-lo amb l'esperança de persuadir els inversors perquè ajudin a finançar el llargmetratge. Daniel Bacaner va ser una de les primeres persones a invertir diners en el projecte. També es va convertir en el seu productor executiu i va presentar els Coen a altres patrocinadors potencials. Tot el procés per recaptar els 1,5 milions de dòlars necessaris va durar un any.

### Rodatge
La pel·lícula es va rodar a diversos llocs de les ciutats d'⁣Austin i Hutto, Texas durant un període de 8 setmanes a la tardor de 1982. La pel·lícula va passar un any en postproducció i es va completar el 1983.
Blood Simple va ser el debut a la pantalla de Frances McDormand. Aquell mateix any, 1984, McDormand es va casar amb Joel Coen i posteriorment apareixeria en diverses pel·lícules dels germans Coen, en particular en un dels primers papers a Fargo i Cremeu-ho després de llegir-ho. Totes les pel·lícules dels germans Coen estan coproduïdes i codirigides per Joel i Ethan Coen, tot i que Ethan va ser acreditat com a únic productor i Joel com a director únic fins al 2004. Els Coen comparteixen el crèdit d'edició sota el pseudònim de Roderick Jaynes.

## Música
Carter Burwell va escriure la partitura Blood Simple, la primera de les seves col·laboracions amb els germans Coen. Blood Simple també va ser la primera banda sonora d'un llargmetratge de Burwell, i després del seu treball en aquesta pel·lícula, es va convertir en un compositor molt demandat a Hollywood. El 2016, havia escrit 16 de les pel·lícules dels germans Coen.
La partitura de Blood Simple és una barreja de piano solista i sons ambientals electrònics. Una cançó, "Monkey Chant", es basa en kecak, el "Ramayana Monkey Chant" de Bali.
El 1987, es van publicar set seleccions de la partitura Blood Simple de Burwell en un àlbum de 17 cançons que també inclou seleccions de la banda sonora de la següent pel·lícula dels Coen, Raising Arizona (1987).

## Premis i nominacions
- Premi del Jurat al Festival de Cinema de Sundance
- Independent Spirit al millor director (Joel Coen) i al millor actor (M. Emmet Walsh)[12]